# فلتو
فلتو (به ایتالیایی: Feletto) یک کومونه در ایتالیا است که در استان تورین واقع شده‌است.

## خصوصیات
فلتو ۸٫۰ کیلومترمربع مساحت و ۲٬۴۵۱ نفر جمعیت دارد.